# Boxworth
Boxworth är en by och en civil parish i South Cambridgeshire i Cambridgeshire i England. Orten har 218 invånare (2011). Byn nämndes i Domedagsboken (Domesday Book) år 1086, och kallades då Bochesuuorde.